# Jutta von Sponheim
Jutta von Sponheim (auch Jutta von Spanheim oder Jutta vom Disibodenberg; * um 1092 in Sponheim; † 22. Dezember 1136 auf dem Disibodenberg) war Reklusin und Vorsteherin (magistra) einer benediktinischen Frauenklause auf dem Disibodenberg. Sie entstammte dem Grafengeschlecht der Sponheimer und wird als Selige verehrt. Ihr Gedenktag ist der 22. Dezember.

## Leben und Wirken

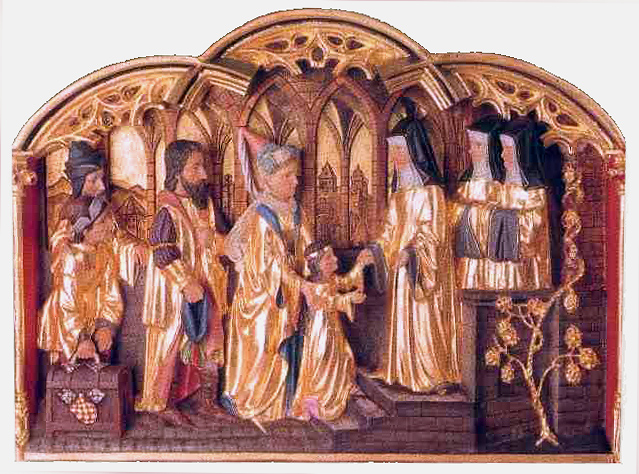
Jutta von Sponheim (in der Mitte) bringt die achtjährige Hildegard zu den Schwestern des neuen Benediktinerinnenklosters auf dem Disibodenberg (Altarrelief)

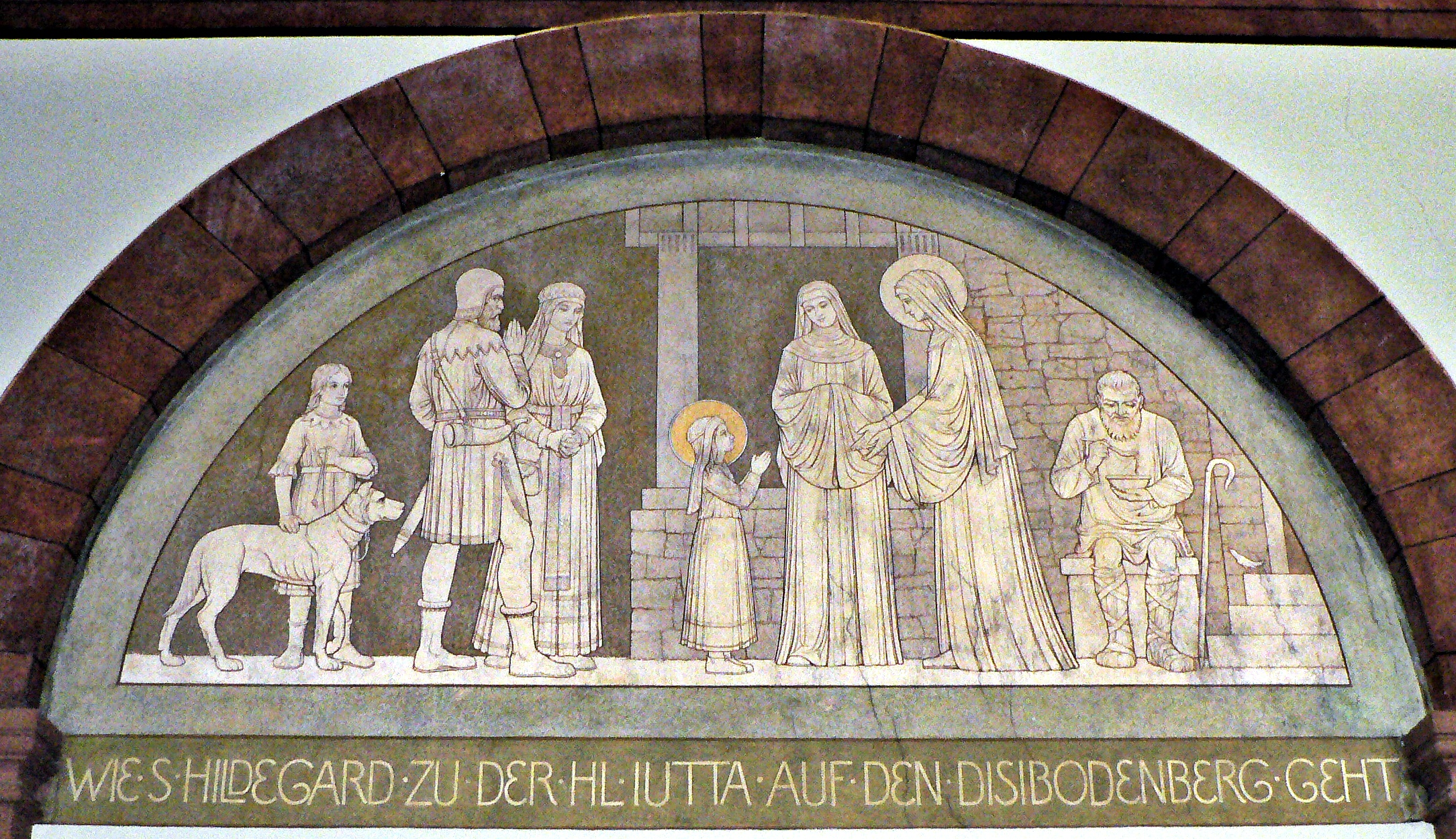
Die hl. Hildegard wird von der sel. Jutta von Sponheim auf dem Disibodenberg empfangen. Wandgemälde, um 1904

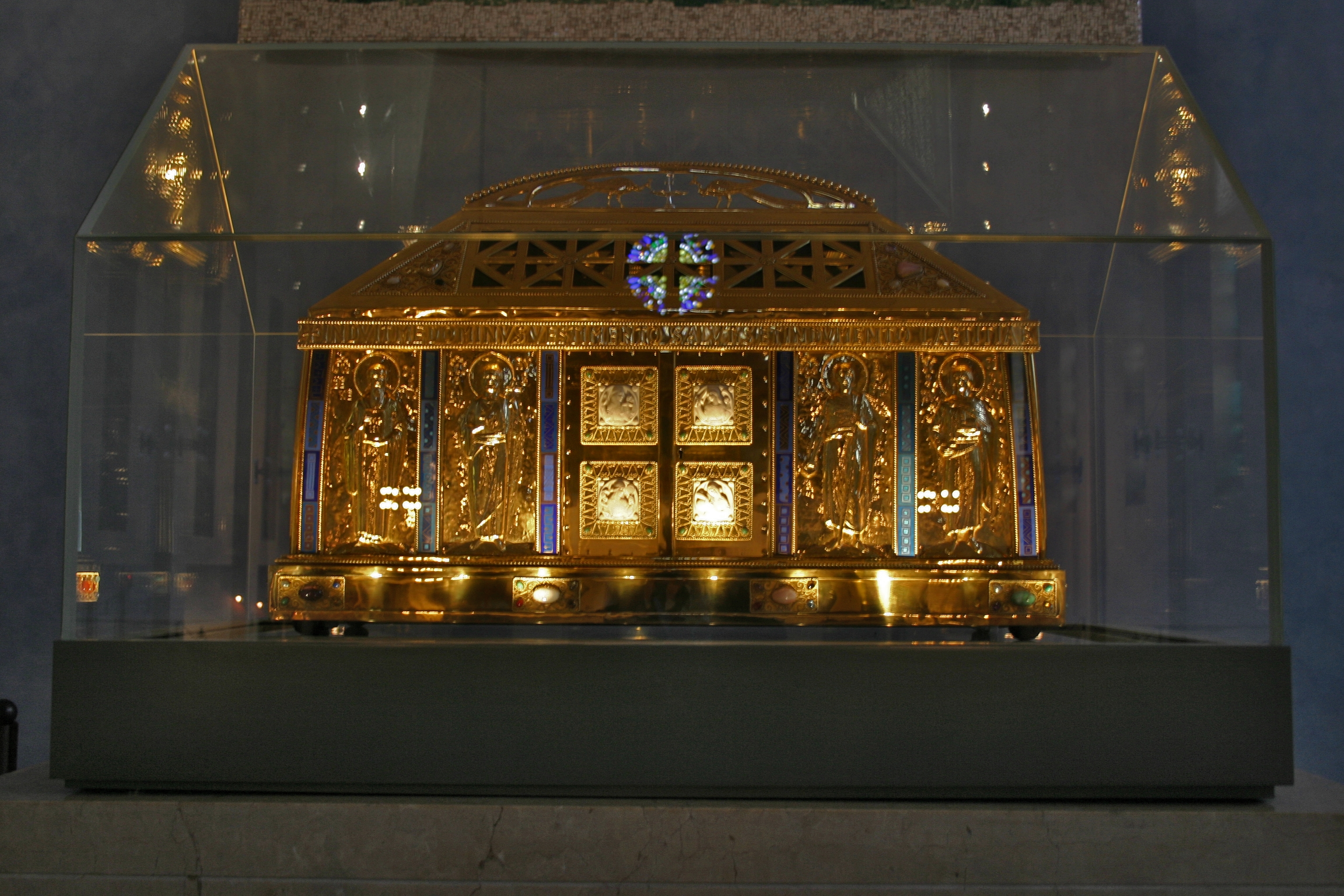
Darstellung Juttas von Sponheim als Relief (links) auf dem Hildegardisschrein in Eibingen

Jutta war die Tochter Stephans und Sophias von Sponheim, einer Grafenfamilie mit Sitz auf Burg Sponheim westlich von Bad Kreuznach. Als sie drei Jahre alt war, starb ihr Vater, und die Mutter kümmerte sich allein um die Erziehung der Kinder.
Nach der Überlieferung erkrankte Jutta mit zwölf Jahren so schwer, dass ihre Genesung eine Wunderheilung zu sein schien, und Jutta versprach, ihr Leben Gott zu weihen. Deshalb wies sie in der Folge alle Heiratsanträge ab, suchte den Mainzer Erzbischof Ruthard (1098–1109) auf und nahm gegen den Willen ihrer Familie mit 14 Jahren den Schleier. Nach ihrer Vita wurde Jutta zunächst zusammen mit ihrer Verwandten, der achtjährigen Hildegard von Bingen und einem weiteren Mädchen, auf der Burg Sponheim von der frommen Witwe Uda von Göllheim erzogen.
Am 1. November 1112 (es gibt zwei Quellen mit unterschiedlicher Datumsangabe) bezog Jutta von Sponheim im Alter von 20 Jahren eine Klause bei der Klosterkirche des Disibodenbergs, wo sie sich um die Erziehung von Kindern kümmerte. Hildegard von Bingen, inzwischen 14 Jahre alt, und zwei weitere Mädchen zogen mit dort ein. Es entstand ein benediktinischer Frauenkonvent, der den schon bestehenden Männerkonvent zu einem Doppelkloster erweiterte.
Jutta wurde die Lehrmeisterin der jungen Hildegard von Bingen, die man im Jahr 1136, nach Juttas Tod, zur Magistra des Klosters wählte. Hildegard schrieb unter anderem von ihr:

„Dieser Frau hat Gott seine Gnade gleichsam wie einen aus vielen Wassern gespeisten Bach eingegossen, so dass sie ihrem Körper in Wachen, Fasten und weiteren guten Werken keine Ruhe ließ, bis sie ihr irdisches Leben mit einem guten Ende abschloss.“

Der Volksglaube überliefert unter anderem die Legende, Jutta von Sponheim habe Wasser in Wein verwandelt und öfter trockenen Fußes den Fluss Glan durchschritten.
Meginhard von Sponheim († 1135) und Hugo von Sponheim († 1137), Erzbischof von Köln, waren Juttas Brüder.

## Nachleben
Nach ihrem Tode wurde ihr Leben in einer Schrift Vita domnæ Juttæ inclusæ von einem unbekannten Verfasser, der aber vermutlich aus ihrem näheren Umfeld stammte, niedergeschrieben. Bereits kurz nach ihrem Tod wurde von Wundererscheinungen an ihrem Grab berichtet. Wibert von Gembloux, ein Berater Hildegards von Bingen, bezeichnet sie in seinen Schriften als Selige (beata). Ihre Verehrung auch im Spätmittelalter ist im Chronicon Hirsaugiense des Johannes Trithemius (um 1500) bezeugt.
Jutta von Sponheim wird im Benediktinerorden als Selige verehrt, ebenso im Bistum Speyer, zu dem der Disibodenberg gehört.
Auf dem in der Wallfahrtskirche St. Hildegard zu Eibingen befindlichen Hildegardisschrein, dem Behältnis für die Hildegardsreliquien, ist Jutta von Sponheim frontseitig im Relief abgebildet. In der Klosterkirche zu Sponheim befindet sich eine Figurengruppe, die ursprünglich als HL Anna mit Kind angeschafft wurde. Heutzutage sehen Einheimische in dieser Figurengruppe auch Jutta von Sponheim und die hl. Hildegard im Kindesalter.